# Cyathea puberula
Cyathea puberula là một loài dương xỉ trong họ Cyatheaceae. Loài này được Sodiro mô tả khoa học đầu tiên năm 1883.